# 放齐
放齐（?—?），中国上古人物。根据《史记·五帝本纪》记载，放齐是尧的大臣。尧问起谁能继承自己的君位，放齐说丹朱开明，尧回答：“吁！顽凶，不用。”